# Xã Harrison, Quận Daviess, Missouri
Xã Harrison (tiếng Anh: Harrison Township) là một xã thuộc quận Daviess, tiểu bang Missouri, Hoa Kỳ. Năm 2010, dân số của xã này là 82 người.